# 八纮之基柱

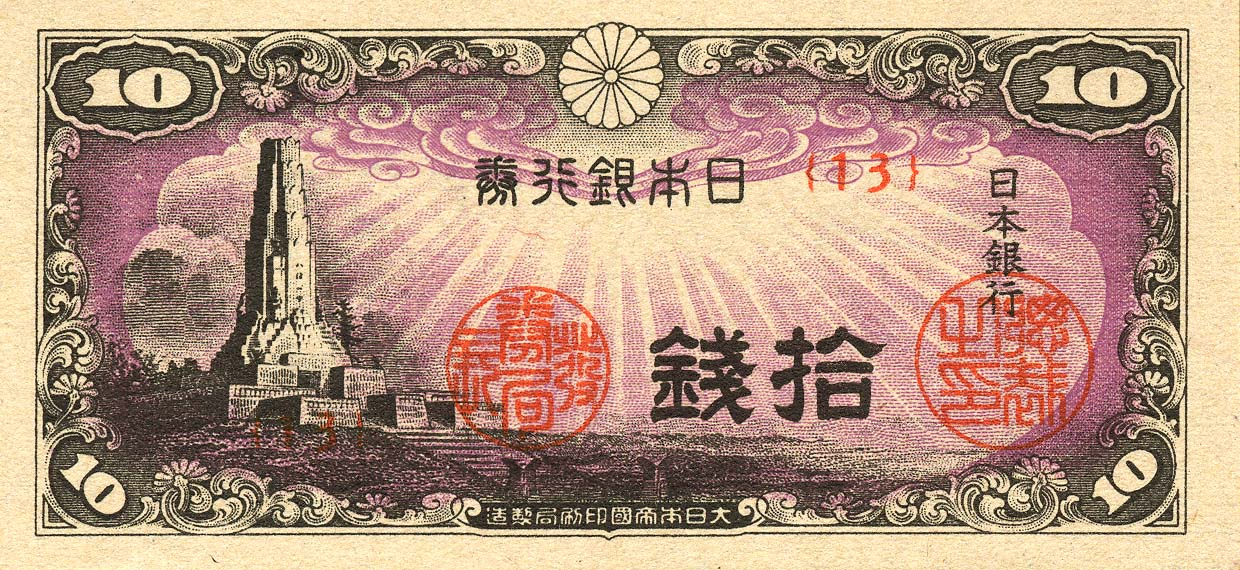
二次世界大戰期間日本銀行發行的10钱鈔票，背景即是八紘一宇塔

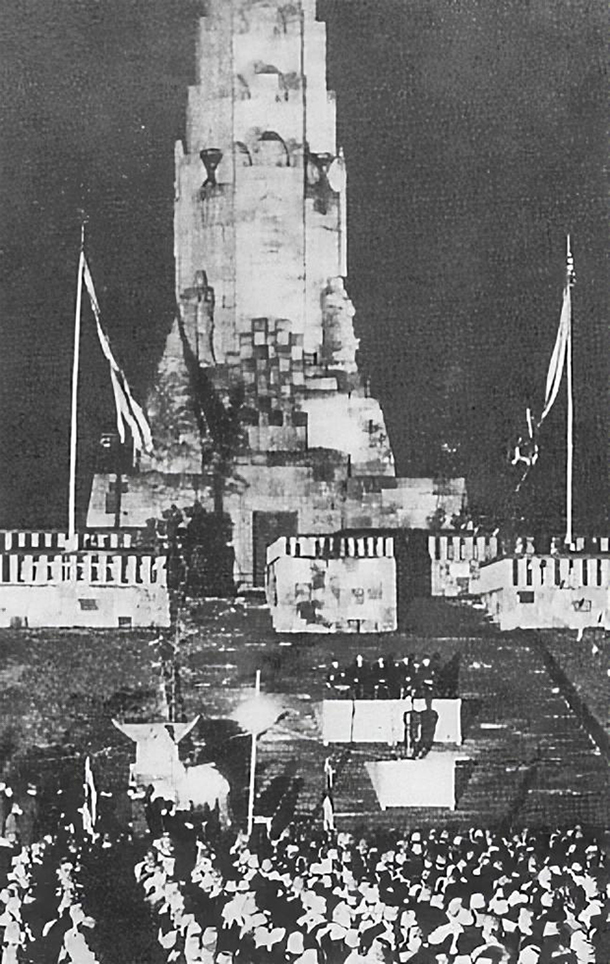
八紘之基柱竣工儀式

八紘一宇塔（日语：八紘一宇の塔）是位於日本宮崎縣宮崎市中心部的平和台公園內（二戰前被稱作「八紘台」）的石塔，其在二战前的正式名称是「八紘之基柱」，由當時的著名雕刻家日名子實三設計完成。現稱「平和之塔」（日语：平和の塔）。该塔为慶祝1940年（日本曆昭和15年）的神武天皇即位2600周年而设计建造，從该年的5月20日開始施工到11月25日完成，共有超過6萬人參與了修建过程。

## 概要
塔高37米，塔基的築石包括日本皇軍由中國各地著名建築物（包括長城、故宮、泰山山頂、南京中山陵、黄鶴樓等）挖取的238件石塊，亦有從韓國和其他日本侵佔的國家奪取的石塊。四隅分別是和御魂（にぎみたま）、幸御魂（さちみたま）、奇御魂（くしみたま）和荒御魂（あらみたま）的雕像，正面中央是秩父宮雍仁親王親筆題寫的「八紘一宇」文字雕刻，内部是神武東征記絵画。
第二次世界大戰，日本投降，進入盟軍佔領時期，由駐日盟軍總司令管治。1946年（昭和21年），「八紘一宇」文字與荒御魂像（武人象徴）一度被削去，塔名也改為「平和之塔」。隨著盟军佔領的結束，在1962年（昭和37年）荒御魂像又得到再建。到1965年（昭和40年），「八紘一宇」文字也重新修復。
1964年（昭和39年）東京奧運聖火在宮崎市的接力地點就是從這裡開始。

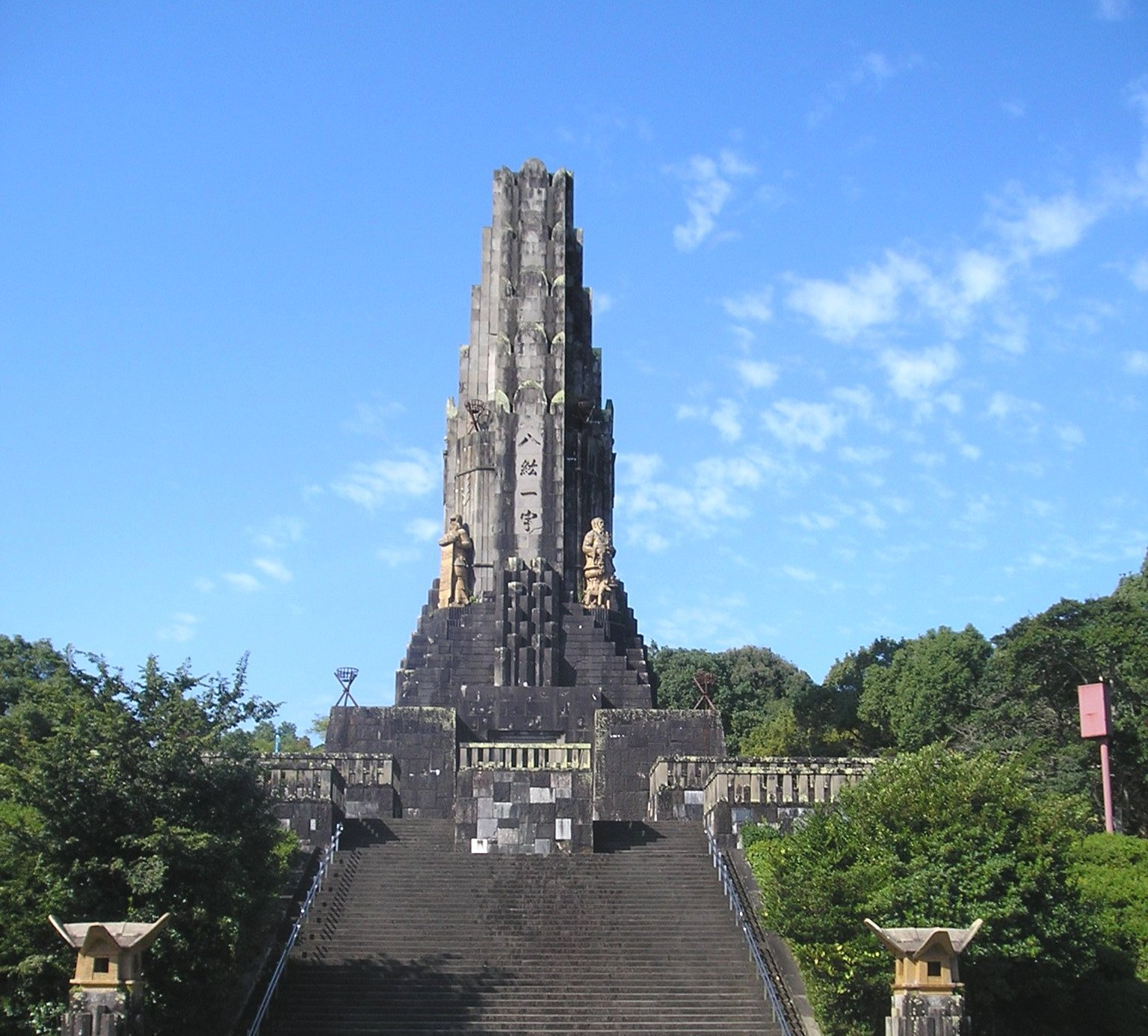
现已改称为和平之塔，但曾被刨去的八紘一宇四个字也予以修复。